# اینجا تاریک نیست
اینجا تاریک نیست نام فیلم ایرانی به کارگردانی محمدرضا خاکی و محصول سال ۱۳۸۹ می‌باشد.